# Islote Tecomate
Islote Tecomate är en ö i Mexiko. Den ligger i bukten Bahía Tempehuaya och tillhör kommunen Culiacán i delstaten Sinaloa, i den västra delen av landet. Arean är 0,14 kvadratkilometer.